# René Higonnet
René Alphonse Higonnet, né à Valence (Drôme) le 5 avril 1902 et mort à Montreux en Suisse le 14 octobre 1983, est un ingénieur français connu pour avoir été l'inventeur, avec Louis Moyroud, de la Lumitype, première machine de photocomposition commercialisée, connue aussi sous le nom Photon.

## Biographie
René Higonnet fait ses études secondaires au lycée de Tournon (Ardèche), où son père enseigne le latin et l'anglais. il étudie ensuite à l’Institut d’électrotechnique de Grenoble. En 1922, il passe un an au Carleton College à Northfield dans le Minnesota (États-Unis), grâce à une bourse de l’International Institute of Education de New York. Puis il s'inscrit en 1923 à la Harvard Engineering School, mais il doit interrompre ses études à la suite de la dévaluation du franc français. Il travaille alors dans la société « Le Matériel téléphonique », filiale de l’américaine ITT, où il s’occupe des transmissions à longue distance par câble. Il est ainsi amené à travailler dans divers pays européens. En Hongrie, il rencontre celle qui deviendra son épouse. Photographe (il fait sa première photo couleur en 1914) et cinéaste amateur, il s’intéresse aux diverses évolutions techniques dans ces domaines et dans le cadre de son entreprise, il travaille sur les microfilms. Il devient sous-directeur du service Informations & Brevets. En 1941, recherchant un ingénieur connaissant bien l’anglais  pour traduire des brevets, il engage Louis Moyroud. Les deux hommes s’entendent bien et une solide amitié se noue entre eux, travaillant ensemble jusqu'à sa mort.
En 1944, Higonnet visite une imprimerie dans le contexte de l'impression des annuaires de téléphone, suspendue pendant la guerre et envisagée en microfilm. Frappé par le contraste entre le modernisme de l’impression offset et l’archaïsme de la composition en plomb toujours nécessaire pour les textes, il envisage la conception d’une machine qui produirait directement des textes sur film, sans passer par la lourde (dans tous les sens du terme) contrainte du plomb. Il se met au travail avec Louis Moyroud. Désormais cette machine, qu’ils appelleront Lumitype, sera au centre de leurs préoccupations. La guerre finie, ils quittent la France en 1948 pour les États-Unis, où ils ont trouvé des capitaux (connus maintenant comme "venture capital") dans l'orbite du M.I.T. (Massachusetts Institute of Technology).
La Lumitype est acquise par la société américaine Lithomat et rebaptisée Photon qui deviendra le nom de la société. Plusieurs types de machines, de plus en plus rapides, apparaissent au fil du temps, jusqu’à ce que la concurrence ne prenne le dessus, puis l’ère de l’informatique.
René Higonnet, retiré en Suisse, meurt en 1983. Il reçut avec Louis Moyroud la médaille John Price Wetherill du Franklin Institute de Philadelphie, la Légion d'Honneur, et en 1985, il a été admis avec Louis Moyroud au National Inventors Hall of Fame des États-Unis.